# Johan August Wallin
Johan August Wallin, vanligen kallad J.A. Wallin, född 8 februari 1871 i Stockholm, död 19 april 1941, var en svensk transportmästare och fackföreningsman.
Wallin, som var son till postvaktmästare Carl August Wallin, bedrev självstudier vid bland annat arbetarinstitut och genomgick Postverkets utbildningskurs 1904. Han var redaktör för tidningen Postmannen 1902–1917, ordförande i Svenska Postmannaförbundet 1908–1929 och blev dess hedersordförande 1929. Han innehade postala kommittéuppdrag 1910, 1912, 1919 och 1920, var ledamot av kommunikationsverkens lönenämnd 1919–1930 och styrelseledamot i civilstatens änke- och pupillkassa 1919–1935. Han var ledamot av Stockholms stadsfullmäktige för socialdemokraterna 1919–1938, ledamot av Stockholms stadskollegium 1920–1929 samt 1932–1938, vice ordförande i Stockholms stads tjänstenämnd 1921 och ordförande i lönekommittén 1936–1938. Han blev styrelseledamot i AB Stockholms Spårvägar 1924, var ordförande där 1929–1939 och styrelseledamot i Kafé AB Norma 1925. Han utgav Reseberättelse över postförhållanden i Köpenhamn (1913).